# Voo Lufthansa 2904
O Voo 2904 da Lufthansa é uma rota operada pela companhia aérea alemã e que liga Frankfurt, na Alemanha, a Varsóvia, na Polônia. Em 14 de setembro de 1993, um avião que efetuava a rota, com 70 pessoas a bordo, sofreu um acidente. A aeronave foi autorizada a pousar pela pista 11 do aeroporto de Varsóvia a tripulação foi alertada sobre a presença de uma "Tesoura de vento" próximo ao aeroporto.
O Airbus tocou a pista primeiro com o trem de pouso direito, 770m depois do início da pista. Nove segundos depois o trem de pouso direito tocou a pista com 1525m percorridos. Somente após o toque do trem de pouso esquerdo foram acionados sistemas automáticos que dependem da compressão do óleo para funcionar junto com os spoilers e os reversos foram acionados. Além disso os freios das rodas demoraram cerca de quatro segundo para funcionar. 

Ilustração do tempo entre o toque do primeiro trem de pouso, o segundo trem de pouso e os freios.

Observando o final da pista cada vez mais próximo os pilotos viraram o Airbus para a direita saindo da pista a aproximadamente 133Km/h (72 nós) percorrendo 90m antes de atingir com a asa esquerda um dique. Ocorreu um incêndio que atingiu a cabine dos passageiros.

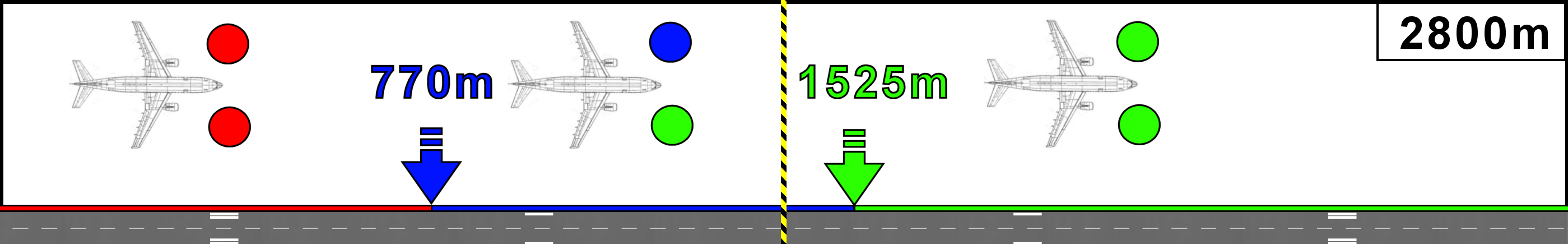
Ilustração da distancia relativa da pista de pouso. A linha central marca 1400 m, que divide a pista ao meio. Vermelho indica que o trem de pouso não tocou o solo, azul indica derrapagem e verde indica que o trem de pouso tocou o solo.